# Odontologia baseada em evidências
A odontologia baseada em evidências é uma abordagem de cuidados em saúde bucal que requer a integração judiciosa entre a avaliação sistemática das evidências científicas com relevância clínica, relativas à condição e à história bucal e médica dos pacientes, com a experiência clínica do dentista e com as necessidades de tratamento dos pacientes e suas preferências. Odontologia baseada em evidências não se retringe apenas a fornecer suporte a processos de decisão sobre tratamentos de pacientes individuais, mas também fornece suporte ao planejamento, gerenciamento e avaliação de serviços odontológicos, assim como para tomar decisões sobre programas de promoção ou prevenção da saúde bucal tanto no nível do paciente individual como em saúde pública.
Formuladores de políticas públicas assim como organizadores de diretrizes em saúde bucal deveriam se basear em informação com a melhor evidência científica para direcionar e orientar as políticas em uma região ou país.Os próprios processos de formatação, implementação e avaliação destas políticas tem sido objeto de várias revisões sistemáticas da literatura e que podem ser identificadas no Centro Cochrane do Brasil.
A odontologia baseada em evidências promove a realização de sínteses com qualidade avaliada de toda a literatura científica produzida sobre um assunto Revisões Sistemáticas da Literatura com Meta-análise, combinando os resultados de muitos estudos para obter um desfecho único sobre a efetividade de um tratamento ou prevenção.

## Histórico
Três passos foram fundamentais para o movimento da evidência hoje adotada em todas as área das ciências da saúde. O primeiro foi representado pelo desenvolvimento do tipo de planejamento de estudo científico denominado Ensaio Controlado Randomizado – RCT – do acrônimo em inglês Randomized Controlled Trial, em 1948, pelo estatístico inglês Bradford Hill, em um estudo sobre tratamento de tuberculose com estreptomicina. Este tipo de delineamento de estudo permitiu que intervenções em saúde fossem comparadas entre dois grupos de participantes com prognóstico semelhante, com exceção da intervenção que estava sendo testada. A principal inovação de Bradford Hill foi alocar sigilosamente os participantes dos grupos de pesquisa, impedindo que pacientes com prognóstico mais ou menos favorável, fossem alocados de acordo com a conveniência dos pesquisadores. 
O segundo avanço ocorreu na área de psicologia, com o desenvolvimento por Glass, em 1976, da técnica estatística para sintetizar os resultados de vários estudos, denominada meta-análise. A meta-análise possibilitou que os resultados de estudos diferentes fossem ponderados por sua qualidade, e depois, combinados para fornecer um único desfecho, o que aumenta a confiança na conclusão, comparado ao resultado de um único estudo.
O terceiro avanço ocorreu com o desenvolvimento, na década de 1990, da metodologia de revisão sistemática da literatura, notadamente com os avanços nas áreas de bibliometria e de metodologia científica, possibilitados pelas evidências empíricas produzias por estudos meta-epidemiológicos, que forneceram evidência consistente sobre a necessidade de controlar riscos de vieses em itens como: 1) geração da sequência de alocação e 2) sigilo da alocação; 3) cegamento; 4) controle de dados incompletos; 5) relato seletivo de desfechos; 6) outros vieses  e viés de publicação. Os resultados destes estudos permitiram concentrar os esforços dos revisores no controle do viés de publicação e nos itens que apresentavam forte evidência empírica de viés nos estudos primários.

### Importância da Colaboração Cochrane
Lideradas inicialmente pela medicina, as ciências da saúde aderiram tardiamente ao movimento de síntese da evidência, que tomou impulso e se estruturou após a fundação da Cochrane Collaboration em 1993. A Cochrane é uma organização internacional independente, sem fins lucrativos, que não aceita financiamentos conflitantes, constituída por voluntários, com 25 centros dedicados a produzir e disseminar informação acurada sobre os efeitos dos cuidados em saúde.
A Cochrane Collaboration inovou em muitos aspectos, notadamente na sua estrutura. Em vez de se organizar na forma tradicional por profissões como medicina, odontologia e enfermagem, ou por especialidade, se organiza por problema, agrupados em 15 grandes áreas do conhecimento em ciências da saúde, nos quais participam 51 grupos temáticos que propõem e executam revisões sistemáticas da literatura para responder a questões clínicas, agrupadas em temas que podem reunir várias profissões e especialidades tradicionais. Uma revisão Cochrane sempre é executada por uma equipe interdisciplinar, constituída no mínimo por dois ou três especialistas no assunto revisado, além de um metodologista e um estatístico.

## A odontologia e o movimento da evidência
A odontologia se estabeleceu logo nos primórdios do movimento da evidência, com a fundação do [The Cochrane Oral Health Group] (COHG) registrado apenas um ano depois da fundação da Cochrane Collaboration, em junho de 1994. Desde então, o COHG produziu 100 revisões sistemáticas da literatura, 74 protocolos de revisão e registrou 42 novos títulos para revisões futuras. No momento participam do COHG mais de 650 membros em 40 países, que executam diversas tarefas, incluindo o registro da "ciência perdida" que são estudos que não foram publicados em periódicos dos países desenvolvidos e, portanto, podem não se encontrar indexados nas grandes bases de dados internacionais.
A importância da Odontologia para o movimento da evidencia é inegável hoje. O [MEDLINE], da National Library of Medicine dos EUA, a maior base de dados do mundo em ciências da saúde, introduziu o termo Evidence-Based Dentistry junto com a Medicina e Enfermagem, como Major Topics na sua base de dados. Uma consulta ao MEDLINE mostra que existem hoje indexados mais de 11 mil artigos científicos associados a OBE. Na WEB podem ser recuperados hoje mais de um milhão e quatrocentos mil sites dedicados a OBE. Grupos editoriais mais importantes em ciências como o Nature Publishing Group, publicam desde 1998, periódicos regulares totalmente dedicados a OBE como o periódico: [Evidence-Based Dentistry].

## Intervenções terapêuticas e preventivas baseadas em evidências
Revisões sistemáticas da literatura utilizam uma metodologia sistemática para produzir a melhor evidencia científica, por esta razão, podem chegar frequentemente a conclusões contrárias as obtidas por revisões da literatura científica tradicionais, capítulos de livros texto, ou a opinião de especialistas fornecidas em cursos e conferências
Com o aumento da produção de revisões sistemáticas da literatura se tornou evidente que algumas intervenções em saúde que são rotineiramente utilizadas, acreditando-se que elas produzirão efeitos benéficos, na verdade produzem mais efeitos indesejáveis do que desejáveis, outras, são totalmente inefetivas, e por esta razão, desperdiçam recursos públicos ou das pessoas, e pior, algumas intervenções sobre as quais existem boas evidências confiáveis de efetividade não são adotadas na prática clínica.

### Prevenção do apinhamento dos dentes por extração dos dentes do siso
Os terceiros molares ou dentes do siso irrompem na boca por volta dos 17 aos 24 anos de idade, período que marca a passagem para a vida adulta. Frequentemente estes dentes falham, permanecendo totalmente ou parcialmente impactados, ou seja, totalmente ou parcialmente encobertos por gengiva e ossos dos maxilares. Um dente nestas condições pode permanecer sem incomodar (assintomático) ou produzir uma série de desconfortos (sintomático). Os potenciais problemas associados a dentes sisos impactados são: mudança de posição dos dentes inferiores anteriores (apinhamento);Importante lembrar, que não há artigos ciêntificos que comprovem esse acontecimento, dor, inchaço e ulcerações, reabsorção das raízes dos dentes vizinhos, doença na gengiva e osso circundante e desenvolvimento de tumores e cistos. Para prevenir estes potenciais problemas tem sido muito frequente a indicação da remoção profilática de todos os dentes sisos impactados, mesmo os assintomáticos e sem doença. Entretanto as patologias relacionadas com os sisos são relativamente pouco freqüentes. Outro problema é que com o volume de cirurgias que são feitas, constatou-se que a remoção profilática cirúrgica de dentes assintomáticos pode resultar em muitas complicações pós-operatórias. 
A permanência dos dentes ou a remoção cirúrgica profilática dos dentes do siso assintomáticos têm gerado muita polêmica entre pesquisadores e clínicos, contra e a favor do procedimento. Para resolver o impasse, Mettes ET AL (2009) realizaram revisão sistemática Cochrane.. Os autores concluíram que não existe evidencia científica para dar suporte à indicação de remoção profilática dos dentes sisos impactados assintomáticos, assim como não existe evidência para refutar a sua extração cirúrgica em adultos para evitar patologias como cistos e tumores. Existe alguma evidência confiável que sugere que a remoção profilática dos dentes sisos em adolescentes não reduz nem previne a mudança de posição (apinhamento) dos dentes incisivos anteriores.
Como a remoção de sisos impactados assintomáticos não é suportada por evidência científica, a sua não realização pode implicar em redução em até 60% das cirurgias realizadas para extrair estes dentes, com grande economia de recursos para a sociedade e para os serviços públicos, e menos sofrimento devido aos problemas pós operatórios. Este exemplo indica o potencial impacto que o movimento da evidência em odontologia pode produzir modificando crenças e rotinas clínicas largamente utilizadas, mas que não são suportadas por evidência científica.

### Programas de promoção-educação para cárie e doença periodontal
Programas de promoção-educação para a saúde realizados por dentistas e pessoal técnico da odontologia são largamente recomendados em praticamente todos os livros textos de odontologia, assim como em conferencias e palestras em congressos especializados. No Sistema Único de Saúde – SUS, muito tempo e recursos são gastos com estes programas, que são direcionados prioritariamente para crianças da população escolar, mas existe muita polêmica sobre a sua efetividade. Muitos autores justificam estes programas afirmando que se crianças aprenderem bons hábitos alimentares e de higiene bucal, poderão reduzir de forma drástica as chances de apresentar doença bucal com perda de dentes no futuro. Entretanto, muitos estudos não confirmaram a hipótese de que educação-promoção para a saúde pode prevenir cárie e doenças das gengivas.
Para resolver este impasse, Kay e Locker (1998)  realizaram revisão sistemática da literatura e concluíram que existe evidência de que a higiene bucal isolada não reduz cárie dentária, nem doenças da gengiva em longo prazo. A redução de cárie observada se deve ao efeito do fluoreto na pasta dental. Programas de promoção da saúde realizados na cadeira do dentista são mais efetivos quando comparados a outros métodos como a escola, mas o custo não permite transformá-los em programa de massa. Programas que utilizam a mídia para divulgar bons hábitos para a saúde bucal são inefetivos. Programas de promoção da saúde não são efetivos para mudar comportamentos em relação ao consumo de açúcar.
Seguindo recomendações não baseadas em evidencia, muito tempo e recursos da sociedade e do poder público são gastos com programas de promoção-educação para a saúde para prevenir doenças bucais. Considerando a evidência existente estes programas deveriam ser descontinuados, poupando recursos que poderiam ser redirecionados para outras atividades com maior efetividade.

### Uso de pasta dental com fluoreto e manchas nos dentes
O efeito preventivo das pastas dentais com fluoreto sobre a cárie dentária é hoje muito bem documentado. Pasta dental fluoretada é a intervenção em saúde bucal que apresenta a mais alta força de evidência de efeitos benéficos, tanto para crianças como para adultos. Ainda que o efeito preventivo esteja claramente definido, tem sido sugerido um possível efeito adverso associado com o uso de pasta dental com fluoreto. Crianças com dentes em desenvolvimento que inadvertidamente fazem ingestão continuada e excessiva de pasta dental com fluoreto, podem apresentar manchas nos dentes permanentes. Esta mancha quando provocada pelo uso excessivo de fluoreto é denominada fluorose dentária, e pode variar, apresentando-se como manchas brancas pouco perceptíveis, até manchas marrons nos dentes com fluorose severa. Diante desta possibilidade, muitos pais indagam ao odontopediatra, ou mesmo ao médico pediatra, como proceder. Para evitar este problema muitas recomendações têm sido feitas como: utilizar pasta dental sem fluoreto, utilizar pasta dental com baixa concentração de fluoreto, etc. 
Recente Revisão Sistemática Cochrane (RSC) avaliou se o uso de pasta dental com fluoreto por crianças está associado com um risco aumentado de desenvolvimento de fluorose dentária. A revisão incluiu 25 estudos com diferentes delineamentos de pesquisa, alguns fornecendo uma evidência mais forte do que outros. 
Os desfechos da RSC indicaram existir alguma evidência de que escovar os dentes de uma criança com pasta dental com fluoreto, antes de 12 meses de idade, pode estar associado a um risco aumentado de desenvolvimento de manchas nos dentes (fluorose). Há fortes evidências de que níveis mais elevados de fluoreto (1000 partes por milhão (ppm) ou mais) ou maior quantidade de pasta dental colocada na escova de dentes, estão associados com um aumento do risco de fluorose, quando administrados a crianças menores de 5 a 6 anos de idade. Entretanto, a decisão por utilizar uma pasta dental sem fluoretos, ou com baixa concentração de fluoretos, não deve ser automática e nem generalizada para todas as crianças. Existem evidências de efetividade para prevenção de cárie dentária apenas para pastas dentais com concentração de fluoreto acima de 1000 ppm. Não existem evidências que demonstrem a superioridade sobre um placebo de pastas dentais contendo concentrações iguais a 440, 500 ou 550 ppm de fluoreto. Por esta razão, a decisão deve ser ponderada frente ao risco de cárie da criança. Crianças com alto risco de cárie dentária que utilizam pastas com aproximadamente 1000 ppm de fluoreto  podem ter um benefício maior para a saúde que compensa os possíveis efeitos indesejáveis do fluoreto. Nestas circunstâncias, um especialista deve ser consultado para auxiliar no processo de decisão. Para compensar o aumento do risco, os pais devem controlar a quantidade de pasta dental a ser colocado na escova, e executar a escovação na criança até que esta tenha desenvolvido plenamente o reflexo faríngeo.

### Uso de géis, bochechos, vernizes fluoretados combinados a pasta dental fluoretada contra uso apenas da pasta
Uma das dúvidas que acometem as pessoas é se é necessário aplicar outras formas de flúor adicionais para quem já usa pasta de dentes com flúor. As três formas mais utilizadas de flúor além da pasta dental com flúor são géis fluoretados, bochechos com soluções fluoretadas e aplicação de um verniz sobre os dentes contendo alto teor de flúor. Estes tipos de utilização do flúor são denominados terapia com flúor tópico (TFT). Todas estas formas de flúor são efetivas, no entanto, há incerteza sobre o valor dessas intervenções, quando usadas combinadas a pasta dental. 
Para comparar a efetividade de duas modalidades de TFT combinadas (pasta dental mais bochechos fluoretados ou géis fluoretados ou vernizes fluoretados contra apenas uma delas (principalmente pasta de dente), quando utilizado para a prevenção da cárie dentária em crianças e adolescentes, Marinho et AL (2010)  realizaram revisão da literatura utilizando metodologia de revisões sistemáticas Cochrane.
Buscas exaustivas em base de dados científicos identificaram 12 estudos. Onze dos 12 estudos incluídos contribuíram com dados para a meta-análise. Para os nove ensaios que forneceram dados para a principal meta-análise sobre o efeito de bochechos bucais, géis e vernizes, utilizados em combinação com pasta de dente (envolvendo 4026 crianças) a redução da experiência de cárie foi de 10% (95% IC, 2 % a 17%, P = 0,01) em favor dos regimes combinados, comparados ao uso apenas da pasta dental. A única forma de fluoretação que apresentou efeito além da pasta foi a combinação pasta dental mais verniz fluoretado. Nenhuma outra combinação de TFT foi consistentemente superior a um TFT único. 
Um ganho de apenas 10% gera a seguinte questão: Até que ponto uma redução de cárie na ordem de 10% deve ser considerada clinicamente importante? A Associação Odontológica Americana (ADA) considera que se a diferença é de 10% ou menor, um tratamento com flúor não deve ser considerado superior ao outro. Como 10% foi a diferença obtida, combinar outro tipo de flúor além da pasta não deveria ser recomendado. 
De acordo com critérios fornecidos por outros autores, a diferença observada não é clinicamente importante o que indica que o uso combinado de pastas dentais com outras formas de flúor tópico não apresenta um efeito maior do que a utilização apenas da pasta dental.
Como o tamanho do efeito preventivo de cárie é relativamente muito pequeno e, como nenhum dos estudos avaliou de forma consistente outros resultados importantes, tais como possíveis efeitos colaterais do uso combinado de aplicação tópica de flúor e creme dental, não é possível recomendar com segurança a superioridade do uso de outro flúor tópico combinado ao creme dental. 
Outra prática comum é a recomendação de formas combinadas de fluoretos para crianças com alto risco a cárie. A abordagem que recomenda o uso de flúor tópico adicional em crianças de alto risco a cárie reforça a segmentação dos cuidados preventivos para sub-populações. Essa abordagem de alto risco não consegue lidar com a maioria das novas cáries que ocorre na maioria das crianças que são de baixo risco. Estes desfechos indicam que o uso da pasta dental fluoretada com teor correto de flúor associado a boas práticas de alimentação e de higiene bucal, são suficientes e a melhor solução disponível para prevenção de cárie dentária.

### Escova motorizada versus manual para limpeza dos dentes
A remoção regular da placa bacteriana que recobre os dentes representa uma das principais medidas preventivas contra as principais doenças bucais: a cárie dentária e a doença periodontal. Existem muitos meios sugeridos para a remoção da placa bacteriana, sendo os mais usuais os meios mecânicos: escova dental e fio dental. Encontra-se disponível no mercado uma infinidade de modelos de escovas dentais, incluindo algumas motorizadas (elétricas). Entretanto, as evidências sobre o melhor tipo de escova dental, bem como a superioridade das escovas motorizadas sobre as manuais são conflitantes.
Para tentar resolver esta questão, Robinson et al. (2009), realizaram revisão sistemática Cochrane para comparar as escovas de dentes manuais e motorizadas em relação à remoção da placa dentária, saúde da gengiva, remoção de manchas e cálculo dental, confiabilidade, efeitos adversos e custos. 
Após exaustiva busca da literatura, 42 ensaios controlados randomizados foram incluídos e sintetizados por meta-análise para obtenção de evidência científica. O resultado da melhor evidência científica disponível indica que escovas motorizadas que possuem movimentos combinados de oscilação e de rotação, comparadas às escovas manuais tradicionais, reduzem a placa em 11% e a gengivite em 6% em avaliações por curto período de tempo, e gengivite em 17% em avaliações de mais de três meses. Não foi possível estabelecer a importância clínica destes achados. Não existem evidências disponíveis para avaliar se este efeito se mantém ao longo do tempo e se previne cárie dentária ou doença periodontal. De acordo com a melhor evidência disponível hoje, está recomendada a utilização de escovas motorizadas que fazem movimentos de rotação e oscilação, mas devido às limitações da evidência disponível, sua utilização deve ser avaliada caso a caso.

### Pastas dentais contendo potássio para hipersensibilidade dentinária
Hipersensibilidade é uma condição de dentes que apresentam dor quando expostos a estímulos externos. Este tipo de sintomatologia pode ser considerado hipersensibilidade apenas quando a dor não pode ser explicada por nenhuma outra doença dos dentes.   
O principal sintoma de hipersensibilidade dentinária é uma dor forte e súbita de curta duração, em resposta a estímulos térmicos tais como a ingestão de alimentos frios ou quentes, mas também pode surgir devido a estímulos táteis, por exemplo, a utilização de uma escova de dente, ou devido ao consumo de alimentos doces. Aproximadamente 15% da população experimenta esta condição.
Existem muitos tratamentos recomendados para hipersensibilidade dentinária como: aplicação de raios laser, géis fluoretados, e mais comumente utilizado, as pastas dentais contendo vários tipos de sais de potássio. Entretanto, a literatura indica resultados conflitantes para pastas dentais contendo potássio, por esta razão, Poulsen et al (2009) realizaram revisão sistemática Cochrane sobre ensaios controlados randomizados para avaliar a efetividade de pastas dentais contendo potássio para reduzir a hipersensibilidade dentinária.
Após realizar uma busca da literatura sistemática e abrangente e avaliar o risco de viés dos estudos, os autores incluíram seis estudos e realizaram uma meta-análise para combinar os resultados dos estudos. Quando avaliada por um pesquisador, a meta-análise mostrou que pastas dentais contendo nitrato de potássio são efetivas para reduzir a hipersensibilidade dentinária, após seis a oito semanas de seguimento dos pacientes tratados. Quando a avaliação era do próprio paciente, não havia indicação de que estas pastas eram efetivas. 
A melhor evidência disponível sobre a efetividade de pastas dentais contendo potássio indica que existe muita incerteza sobre a sua efetividade. Quando avaliada por pesquisadores, a pasta dental era efetiva para reduzir hipersensibilidade, e não efetiva quando avaliada pelo próprio paciente. O resultado da revisão sistemática indica que não existe evidência científica em quantidade e qualidade para recomendar o uso de pastas dentais contendo potássio para tratar a hipersensibilidade dentinária.

## Bochechos para controle da halitose
A halitose é um odor desagradável proveniente da cavidade bucal. Bochechos, que são comumente usados para lidar com odor bucal, podem ser divididos entre aqueles que neutralizam e aqueles que mascaram o odor. Revisão sistemática Cochrane de Fedorowicz et al (2008) examinou se os bochechos tinham efeito no controle da halitose. Os autores concluíram que bochechos bucais contendo agentes antibacterianos como o cloreto de cetilpiridínio ou clorexidina podem desempenhar um papel importante na redução dos níveis de bactérias produtoras de halitose na língua, enquanto bochechos contendo dióxido de cloro e zinco podem ser efetivos na neutralização de odores de compostos de enxofre. Estas evidências são baseadas em poucos estudos por isto devem ser interpretadas com cautela.

## Aparelhos bucais para a apneia obstrutiva do sono
Antecedentes: Obstrução da via aérea superior durante o sono pode resultar em roncos, e redução (hipopneia) ou cessação (apneia) do fluxo de ar. Em adultos a apneia é definida como a cessação do fluxo aéreo por mais de 10 segundos. Hipopneia é definida como uma diminuição de 50% ou mais no ar, muitas vezes acompanhada de hipoxemia ou excitação. A síndrome de apneia-hipopneia obstrutiva do sono (SAHOS) é definida como um paciente que sofre de cinco ou mais apneias/hipopneias por hora de sono com sintomas diurnos, e é uma condição relativamente comum, ocorrendo em 2-4% dos homens e 1 a 2% de mulheres na meia idade. 
A fisiopatologia da SAHOS envolve fatores que se relacionam com as dimensões anatômicas, da resistência e da atividade muscular das vias aéreas superiores durante o sono. O paciente com SAHOS apresenta freqüentemente sintomas notados por seu companheiro de cama, que muitas vezes relatam que o paciente ronca alto seguida de uma apneia associada com o esforço respiratório seguido por um despertar e retomada de ronco alto. O paciente em seguida, recomeça o ciclo do sono e pode se repetir várias vezes durante a noite. A sonolência diurna excessiva e um comprometimento da função cognitiva freqüentemente estão presentes, devido à fragmentação do sono e os pacientes podem experimentar sintomas, incluindo distúrbios do humor, diminuição da libido e isolamento social. Vários estudos epidemiológicos relataram a associação entre a SAHOS e resultados relacionados com a saúde, tais como arritmias cardíacas, hipertensão arterial sistêmica e pulmonar, doença isquêmica do coração e doenças cerebrovasculares. Há algumas evidências de que a SAHOS pode estar ligada a acidentes de trânsito devido a sonolência diurna ao dirigir em rodovias, o que tem implicações médico legais. Alguns países exigem que motoristas com SAHOS comuniquem o problema as autoridades de transito.
O diagnóstico da SAHOS é normalmente feita por meio da polissonografia, que também fornece uma indicação da sua gravidade. A polissonografia é um exame que registra durante o sono os movimentos do tórax abdominal, saturação de oxi-hemoglobina, o fluxo de ar, traçado de eletro cardiograma (ECG), estado de sono (EEG, EOG e EMG), enquanto houver atividade no sono, e ao despertar. O número de episódios de apneia e hipopneia por hora de sono é calculado a partir da polissonografia, e é referido como o índice de apneia-hipopneia (IAH). A gravidade da SAHOS tem dois componentes: a gravidade da sonolência diurna e IAH (AASM 1999). Escore de Sonolência de Epworth é atualmente a medida mais utilizada para avaliar sonolência subjetiva e índice de apneia hipopneia é a avaliação mais amplamente utilizado para distúrbios respiratórios do sono de monitoramento durante a noite. Ambas as medidas têm suas limitações, mas devem ser independentes dos resultados na avaliação da efetividade do tratamento da SAHOS
As opções de tratamento para SAHOS incluem a modificação do estilo de vida, tais como perda de peso, evitar álcool e alteração da posição de dormir, e uma série de procedimentos cirúrgicos das vias aéreas superiores. Aparelhos Orais (AB) para modificar o tamanho da via aérea superior são cada vez mais prescritos para pacientes com SAHOS. A atividade muscular das vias aéreas superiores diminui durante o sono, levando à maior colapso dos tecidos da faringe, abertura mandibular e deslocamento posterior da língua. Estas alterações resultam no estreitamento das vias aéreas da orofaringe e hipofaringe. Uma variedade de AB estão disponíveis cujo princípio de ação é avançar a mandíbula ou língua e assim aumentar o orifício das vias aéreas superiores. Outra teoria, menos aceita do seu modo de ação, é que a AB causa ativação induzida do sistema motor da faringe, diminuindo a frouxidão dos tecidos moles e colapso das vias aéreas.
Os efeitos colaterais relatados com o uso de AB, incluem desconforto na articulação têmporo-mandibular, dentes ou musculatura facial, alterações de mordida, salivação excessiva ou secura da boca (Clark, 2000). Para avaliar a efetividade dos aparelhos bucais no tratamento da SAHOS Lim et al (2011)  realizou revisão sistemática Cochrane co o objetivo de analisar os efeitos da AB no tratamento da SAHOS em adultos.
Conclusões dos autores: Há cada vez mais evidências sugerindo que os Aparelhos Bucais melhoram a sonolência subjetiva e os distúrbios respiratórios do sono em comparação com um controle. Outro tratamento denominado CPAP - Continuous positive airway pressure - parece ser mais eficaz na melhoria de distúrbios respiratórios do sono graves. A diferença de resposta sintomática entre estes dois tratamentos não é significante, embora não seja possível excluir um efeito maior em favor de qualquer uma das terapias. Até que haja mais evidências definitivas sobre a eficácia dos Aparelhos Bucais em relação ao CPAP para sintomas e complicações a longo prazo, parece ser adequado orientar preferencialmente a terapêutica com AB para pacientes com sintomas de SAHOS leve e moderada, e para os pacientes que não querem ou são incapazes de tolerar o tratamento com CPAP. Pesquisas futuras devem recrutar pacientes com sintomas mais severos de sonolência, para determinar se a resposta ao tratamento é diferente entre os subgrupos em termos de qualidade de vida, sintomas e persistência com o uso. Dados a longo prazo sobre a saúde cardiovascular devem ser obrigatórios.

### Ácido hialurônico e seus derivados em odontologia
Antecedentes: Disfunções da articulação têmporo-mandibular (DTM) referem-se a um grupo heterogêneo de dor e de disfunção que são condições que envolvem o sistema mastigatório, reduzindo a qualidade de vida dos doentes. Injeção intra-articular de hialuronato para DTM tem sido usada por quase duas décadas, mas a efetividade clínica do agente não foi sintetizada na forma de uma revisão sistemática.
Objetivo: Para avaliar a efetividade de injeção intra-auricular de hialuronato sozinho ou em combinação com outros remédios em DTM.
Principais resultados: Sete estudos foram incluídos na revisão. Três estudos, incluindo 109 pacientes com DTM, compararam hialuronato com placebo. Em dois estudos (n = 71), efeitos de longo prazo (três meses ou mais) favoreceram significantemente o hialuronato contra o placebo para melhoria de sinais clínicos e melhoria dos sintomas globais da DTM (RR = 1,71, IC 95%: 1,05, 2,77). No entanto, esta conclusão não foi suficientemente estável na análise de sensibilidade.
Conclusões dos autores: As evidências são insuficientes e inconsistentes tanto para recomendar como para refutar o uso de hialuronato para tratamento de pacientes com DTM. Ensaios clínicos com mais qualidade sobre o uso do hialuronato precisam ser realizados antes de se retirar conclusões firmes sobre a sua efetividade.

### O uso de toxina botulínica por dentistas - Toxina botulínica no manejo da sialorreia (Hiper-salivação): uma revisão sistemática
A sialorreia ou hiper-salivação (Etimologia: grego, sialon + rhoia, saliva + fluxo) é um fluxo excessivo de saliva que pode ser associado a várias condições clínicas, tais como: inflamação aguda na boca, problemas neurológicos, mercurialismo, gravidez, nascimento da dentição, alcoolismo ou desnutrição. Também é chamada de hiper-salivação, e em termos populares - babar.
Para verificar a efetividade da toxina botulínica (BTX) para controlar a sialorreia foi realizada revisão sistemática da literatura por Lim et al 2006.
Os autores pesquisaram as bases de dados MEDLINE, EMABSE e CINAHL para encontrar publicações relevantes; os termos de pesquisa foram relatados. Estudos não publicados em periódicos foram excluídos.
Os estudos eram obrigados a incluir pelo menos 16 participantes. Os estudos incluídos avaliaram BOTX-A (Allergan), BOTX-A (Dysport) ou BOTX-b. As doses utilizadas e o tempo de avaliação variavam em uma faixa entre 1 a 24 semanas. A maioria dos estudos injetou bilateralmente BTX na parótida e/ou glândulas submandibulares. Todos os estudos envolveram participantes com paralisia cerebral, doença de Parkinson, várias atrofias sistêmicas, esclerose lateral amiotrófica ou degeneração córtico-basal. Os estudos incluídos foram realizados em crianças e adultos.
Os dois estudos randomizados (RCT) encontrados compararam a toxina botulínica (BTX) com placebo. Em um RCT a BTX-A (Dysport) teve um efeito estatisticamente significante sobre a sialorréia para doses de 75 MU por glândula parótida, com uma redução média da saliva de 50%. O segundo RCT também relatou efeitos significativos para um regime de dose única para uma injeção para ambas as glândulas submandibulares e parótidas. Alguns efeitos colaterais foram observados em ambos os estudos. Os estudos restantes, com níveis mais baixos de evidência, relataram também melhorias nos resultados.
Conclusão dos autores
Ambos os estudos randomizados demonstraram a efetividade da BTX no manejo dos casos de sialorreia. O procedimento é minimamente invasivo e potencialmente seguro. Não há nenhuma evidência de superioridade de um tipo antigênico de BTX sobre outro, nem se é mais vantajosa a injeção na glândula submandibular ou parótida. Há pouca evidência para a dose ideal de BTX para cada tipo antigênico.

## Vantagens de sínteses de evidências científicas
Uma das vantagens dos resultados produzidos pelas revisões sistemáticas com meta-análise é que, ao estabelecer critérios mínimos de risco de viés para a inclusão dos estudos, limita os erros sistemáticos, o que aumenta a chance de produzir conclusões válidas (redução de erro do tipo I. Outra vantagem é que ao realizar uma síntese quantitativa, são combinadas as amostras de vários estudos, reduzindo o erro amostral (erro tipo II). Como uma RS apresenta maior acurácia comparada aos estudos individuais, a variação e a incerteza sobre o tamanho dos efeitos de uma intervenção são reduzidas, oferecendo melhor suporte a processos de decisão sobre recomendações futuras das intervenções avaliadas.